# Diálogo (género literario)
Se entiende por diálogo (del griego antiguo διάλογος) un género literario clásico que fue cultivado en la Grecia antigua y fue revitalizado en el Renacimiento por el humanismo, sobre todo por Erasmo de Róterdam y sus seguidores (erasmistas).

## Origen y características
El diálogo surge en Grecia con los Diálogos de Platón y lo continúan los romanos (Cicerón, por ejemplo, o Tácito con su Diálogo de los oradores) y la Segunda sofística (Luciano de Samosata); se revitaliza en el Renacimiento latino (Erasmo, con sus Colloquia; Juan Luis Vives, con sus Lingvae latina exercitatio o Diálogos sobre la educación, etc.) y en lenguas vulgares (Juan de Valdés (Diálogo de la lengua; Diálogo de doctrina christiana), su hermano gemelo Alfonso de Valdés (Diálogo de Mercurio y Carón), Pero Mexía (Coloquios y diálogos), etc. y se extingue ya en el siglo XVII.
Consta de un corto número de interlocutores (un mínimo de dos, un máximo de cinco o seis, raramente más); carece de acción dramática, de argumento y de acotaciones escénicas, ya que su fin no es contar una historia ni tiene por fin la representación sobre un escenario, sino tratar de explorar un tema o llegar a alguna conclusión sobre el mismo. Si existe alguna ambientación desarrollada, suele ser tópica: un locus amoenus compuesto de tres elementos: sombra de árboles, agua cercana (un río, una fuente, un lago) y un verde prado: un lugar propicio a la conversación meditada y serena.

## Subgéneros
Como tal posee tres subgéneros claramente diferenciados: el diálogo platónico, el diálogo ciceroniano y el diálogo lucianesco. 
El diálogo platónico, llamado así por su creador, el filósofo griego Platón (427-347 a. C.), tiene como objetivo hallar la verdad y un tema primordialmente filosófico; todos los demás detalles (ambientación, etcétera) están subordinados a esos fines.
El diálogo ciceroniano posee un marco paisajístico más definido y mejor constituido, es de contenido primordialmente político, judicial y retórico, y en él tienen cabida largas exposiciones, aunque también está abierto a temas morales y filosóficos (en el mismo Cicerón (siglo I a. C.), modelo de este subgénero, sus diálogos De amicitia, "Sobre la amistad"; De senectute, "Sobre la vejez").
En el diálogo lucianesco, así llamado por su creador y principal exponente, Luciano de Samosata (siglo II d. C.), predomina la intención satírica y el humor, y el tema puede ser muy variado y proteico, incluso fantástico.

## Evolución

### El diálogo en la Grecia clásica: Sócrates, Platón y la dialéctica, y en Roma
El diálogo literario se inscribe en el género de la literatura didáctica y fue cultivado en Grecia por el gran filósofo Sócrates como instrumento cognoscitivo para averiguar la verdad filosófica por medio del debate (dialéctica) en compañía de otros procedimientos como la ironía y la mayéutica. Como nada escribió este filósofo, se conservan solamente los compuestos por su discípulo Platón y los de otros autores. Durante la Segunda sofística, alrededor del siglo II d. C., Luciano de Samosata compuso también diálogos de sesgo cínico (Véase Cinismo) con la intención satírica de criticar algunos defectos y creencias de la sociedad de entonces y Ateneo lo utilizó para debatir cuestiones eruditas (Banquete de los filósofos). En Roma, Cicerón aportó al género cierto marco paisajístico y aumentó la dimensión de los parlamentos transformándolos a veces en auténticos discursos y Séneca lo utilizó para tratar las cuestiones morales en que tanto se centraba el estoicismo.

### El diálogo en la Edad Media
Durante la Edad Media el diálogo fue perdiendo su contenido filosófico y empezó a utilizarse con intención didáctica, por lo cual incluyó personajes alegóricos como Filosofía (Boecio) o Filología (Marciano Capella). Se volvió además un género propicio para el adoctrinamiento mecanizándose en forma de preguntas y respuestas en torno al tópico literario del puer-senex (joven que pregunta al viejo más experimentado) (catecismo), o se convirtió en mero pretexto para exhibir el ingenio entre los trovadores (debate). El diálogo también es ampliamente utilizado en la polémica religiosa.

### El diálogo en el Renacimiento

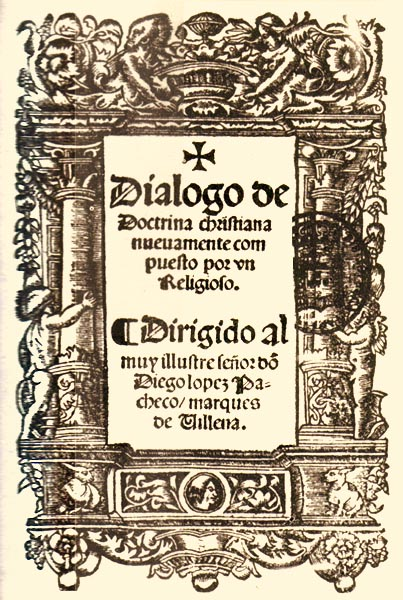
Diálogo de Doctrina christiana (1529), de Juan de Valdés

Resurgió, sin embargo, en el Renacimiento por medio de la imitación de los primitivos modelos grecolatinos, en especial Cicerón; se compusieron cientos de diálogos sobre los más diversos temas en toda Europa, no solo en prosa, también en verso; el género era abierto y ofrecía la posibilidad de un eclecticismo de opinión y una libertad intelectual que no habían brindado géneros didácticos medievales cerrados como el sistemático tratado o summa, propias de la filosofía escolástica. Así que el género se identificó con el humanismo y los nuevos tiempos. En España, por ejemplo, compusieron diálogos los hermanos Juan de Valdés y Alfonso de Valdés y numerosos escritores del Erasmismo, por imitación de los Colloquia de Erasmo de Róterdam. 
La tendencia perduró aún en la segunda fase del Renacimiento (segunda mitad del siglo XVI). Fray Luis de León compuso unos magníficos diálogos ciceronianos en su De los nombres de Cristo, pero el género fue decayendo después de él coincidiendo con el auge del teatro barroco español y los comienzos de géneros didácticos más solventes, como el ensayo y el artículo de prensa, ya en el siglo XVIII y XIX, en que todavía se encuentran empleos ocasionales del mismo con intención didáctica o satírica.